# عبد المحسن القاسم
عبد المُحسِن القاسم (ولد 1388 هـ/ 1967 م) عالم دين سني سعودي، وإمام وخطيب في المسجد النبوي.

## سيرته
ولد عبد المحسن بن محمد بن عبد الرحمن بن محمد بن عبد الله بن قاسم العاصمي القحطاني، بمكة المكرمة عام 1388 هـ الموافق 1967م.
والده هو الشيخ العابد محمد بن عبد الرحمن بن قاسم، جامع فتاوى ورسائل الشيخ محمد بن إبراهيم آل الشيخ، وهو من ألزم طلاب الشيخ به، فلازمه 32 عامًا، وكتب عنه أكثر من ثلاثين ألف ورقة، في أكثر من ألف دفتر، ومنها خرج شروحات الشيخ محمد بن إبراهيم آل الشيخ، مثل: شرح آداب المشي إلى الصلاة، وشرح كشف الشبهات.
وما زال عبد المحسن يخرج شروحات الشيخ من دفاتر والده بعد وفاته مثل: شرح العقيدة الواسطية، وشرح ثلاثة الأصول، وشرح كتاب التوحيد، وشرح الروض المربع، وشرح بلوغ المرام، وشرح الأربعين النووية - كلها لم يطبع إلى الآن إلا شرح العقيدة الواسطية.
وجدُّه هو الشيخ عبد الرحمن بن محمد بن قاسم العاصمي، جامع مجموع الفتاوى لشيخ الإسلام ابن تيمية مع ابنه محمد بن عبد الرحمن بن قاسم، وصاحب حاشية الروض المربع، وحاشية كتاب التوحيد، وحاشية الآجُرُّومية، وحاشية الرحبية، وأصول الأحكام، والإحكام في شرح أصول الأحكام، وحاشية أصول التفسير، والصارم المسلول على عابد الرسول، وغيرها من المؤلفات.

## نشأته
نَشَأَ عبد المحسن القاسم فِي بَيْتِ عِلْمٍ وَدِينٍ، وَبَدَأَ فِي طَلَبِ العِلْمِ فِي سِنٍّ مُبَكِّرَةٍ؛ وَحَفِظَ القُرْآنَ فِي سِنٍّ مُبَكِّرَةٍ، وَشَرَعَ فِي أَخْذِ الإِسْنَادِ وَعُمُرُهُ (14) سَنَةً، وَحَفِظَ كَثِيراً مِنَ المُتُونِ فِي مُخْتَلَفِ الفُنُونِ، وَلَازَمَ كِبَارَ العُلَمَاءِ وَأَخَذَ عَنْهُمْ.

## دراسته
دَرَسَ الشَّيْخُ عَبْدُ المُحْسِنِ المَرْحَلَةَ الِابْتِدَائِيَّةَ فِي الرِّيَاضِ، ثُمَّ دَرَسَ المَرْحَلَةَ المُتَوَسِّطَةَ وَالثَّانَوِيَّةَ فِي المَعْهَدِ العِلْمِيِّ التَّابِعِ لِجَامِعَةِ الإِمَامِ مُحَمَّدِ بْنِ سُعُودٍ الإِسْلَامِيَّةِ، وَكَانَ مُتَفَوِّقاً فِي دِرَاسَتِهِ وَتَرْتِيبُهُ الأَوَّلَ بَيْنَ زُمَلَائِهِ طِيلَةَ السَّنَوَاتِ، وَأَخَذَ الثَّالِثَ عَلَى المَمْلَكَةِ فِي المُتَوَسِطَّةِ وَالثَّانِي عَلَى المَمْلَكَةِ فِي المَرْحَلَةِ الثَّانَوِيَّةِ، وَكَانَ تَقْدِيرُهُ طِيلَةَ تِلْكَ السَّنَوَاتِ امْتِيَازٌ.
ثُمَّ الْتَحَقَ بِكُلِّيَةِ الشَّرِيعَةِ بِالرِّيَاضِ التَّابِعِ لِجَامِعَةِ الإِمَامِ مُحَمَّدِ بْنِ سُعُودٍ الإِسْلَامِيَّةِ، وَنَالَ دَرَجَةَ البَكَالُورْيُوس.
ثُمَّ الْتَحَقَ بِقِسْمِ الفِقْهِ المُقَارَنِ فِي المَعْهَدِ العَالِي لِلْقَضَاءِ التَّابِعِ لِجَامِعَةِ الإِمَامِ مُحَمَّدِ بْنِ سُعُودٍ الإِسْلَامِيَّةِ، وَنَالَ دَرَجَةَ المَاجِسْتِيرِ، وَعِنْوَانُ رِسَالَتِهِ: «شُرُوطُ حَدِّ السَّرِقَةِ عَلَى المَذَاهِبِ الأَرْبَعَةِ».
ثُمَّ نَالَ دَرَجَةَ الدُّكْتُورَاه فِي الفِقْهِ المُقَارَنِ مِنَ المَعْهَدِ العَالِي لِلْقَضَاءِ التَّابِعِ لِجَامِعَةِ الإِمَامِ مُحَمَّدِ بْنِ سُعُودٍ الإِسْلَامِيَّةِ بِتَقْدِيرِ مُمْتَازٍ مَعَ مَرْتَبَةِ الشَّرَفِ الأُولَى وَالتَّوْصِيَةِ بِطِبَاعَتِهَا، وَهُوَ أَوَّلُ طَالِبٍ مِنْ دُفْعَتِهِ يَأْخُذُ الدُّكْتُورَاه، وَعِنْوَانُ رِسَالَتِهِ: «المَسْبُوكُ عَلَى مِنْحَةِ السُّلُوكِ شَرْحُ تُحْفَةِ المُلُوكِ» فِي (6) مُجَلَّدَاتٍ، وَطُبِعَتْ بَعْدَ الِاخْتِصَارِ فِي (4) مُجَلَّدَاتٍ.

## مؤهلاته العلمية
- حصل على بكالوريوس من جامعة الإمام محمد بن سعود الإسلامية.
- حصل على ماجستير في الفقه المقارن من المعهد العالي للقضاء بجامعة الإمام.
- حصل على دكتوراه في الفقه الإسلامي من المعهد العالي للقضاء بجامعة الإمام.

## مشايخه
بدأ الشيخ في طلب العلم منذ نعومة أظفاره فحفظ القرآن ولازم عددا من أهل العلم من أبرزهم:
- الشيخ عبد العزيز بن باز مفتي المملكة العربية السعودية، وقد دَرَسَ عليه مدة 11 عام.
- الشيخ محمد بن صالح العثيمين عضو هيئة كبار العلماء، ودَرَسَ على يده لمدة 8 سنوات وكان ملازمًا لدروسه التي تُقام في المسجد الحرام في شهر رمضان.
- الشيخ صالح الفوزان عضو هيئة كبار العلماء، وقد دَرَسَ على يده لمدة 13 سنة.
- الشيخ عبد الله بن غديان عضو هيئة كبار العلماء، وقد دَرَسَ على يده لمدة 3 سنوات.
- الشيخ عبد الله البسَّام عضو هيئة كبار العلماء.
- الشيخ صالح اللحيدان عضو هيئة كبار العلماء.
- الشيخ عبد الله بن حميد عضو هيئة كبار العلماء.
- الشيخ صالح بن علي الناصر.
- الشيخ أحمد الشنقيطي.
- الشيخ عبد العزيز الرَّاجحي.
- الشيخ صالح البليهي.
- الشيخ المحدث عبد الله السعد.

كما أن الشيخ قد أجيز في عدة قراءات من القراءات العشر، وممن قرأ عليهم:
- الشيخ أحمد الزيات.
- الشيخ علي الحذيفي إمام وخطيب المسجد النَّبوي.
- الشيخ إبراهيم الأخضر إمام المسجد النَّبوي.
- الشيخ محمد الطرهوني. وغيرهم.

## صفاته
- يقال عن الشيخ: إنه القارئ المتقن والقاضي المتمكن والخطيب المصقع والفقيه المتضلع.
- ويقرأ القرآن بنفس طويل وصوته عذب ومسترسل.

## مناصبه
- إمام وخطيب المسجد النبوي من عام 1418ھ الموافق 1997م.
- قاضي بالمحكمة العامة بالمدينة النبوية - سابقاً -.
- قاضي بمحكمة الاستئناف بالمدينة.
- عضو لجنة تحكيم مسابقة القرآن الكريم العالمية.
- المشرف العام على أكاديمية القرآن الكريم وأكاديمية السنة النبوية بالمسجد النبوي حلقات القرآن والمتون للتعليم عن بعد من المسجد النبوي، المسمى سابقاً باسم: قسم القرآن الكريم وقسم المتون العلمية بالمسجد النبوي.

## مؤلفاته
1. شروط حد السرقة على المذاهب الأربعة -رسالة ماجستير-.
2. المسبوك حاشية تحفة الملوك -في الفقه الحنفي- في أربعة مجلدات وأصله رسالة دكتوراه في ستة مجلدات.
3. الخطب المنبرية في خمسة مجلدات، أربعة منها مطبوع.
4. تيسير الوصول شرح ثلاثة الأصول.
5. خطوات إلى السعادة.
6. طريقة لترك التدخين[5] (طُبع سابقاً باسم: اجعلها الأخيرة).
7. القواعد الواضحات في الأسماء والصفات -لم يُطبع-.
8. المدينة المنورة «فضائلها - المسجد النبوي - الحجرة النبوية».[6]
9. فضائل الحرمين الشريفين.
10. الأمر بالمعروف والنهي عن المنكر -أصل من أصول الدين.[7]
11. كيفية حل السحر[8] (طُبع سابقاً باسم: بائع دينه).
12. الوصية والوقف «خطوات عملية لكتابتهما».
13. إخراج شرح العقيدة الواسطية من تقريرات الشيخ محمد بن إبراهيم آل الشيخ، كتبه وجمعه والده الشيخ محمد بن عبد الرحمن بن قاسم.
14. متون طالب العلم[9][10][11] - في ستة مستويات إضافة إلى مستوى تمهيدي، يتضمن اثنين وعشرين متناً من أصول العلوم، محققة على أكثر من مئة وعشرين مخطوطة.
15. البيان في غريب القرآن -لم يُطبع-. وغيرها.

## وصلات خارجية
- موقعه الرسمي.
- صفحته على موقع طريق الإسلام.
- الشيخ عبد المحسن القاسم المصحف كاملا حفص عن عاصم
- من أكثر مقطع مشاهدة في اليوتيوب للشيخ عبد المحسن القاسم على يوتيوب
- مقطع اعجب كثيرون من المحبين للشيخ عبد المحسن القاسم على يوتيوب
- صلاة الإستسقاء 29 ذي الحجة 1428هـ للشيخ عبد المحسن القاسم على يوتيوب
- خطبة الإستسقاء 29 ذى الحجة 1428هـ للشيخ عبد المحسن القاسم على يوتيوب